# بيلاش سابو (عازف الأرغن)
بيلاش سابو (بالمجرية: Szabó Balázs)‏ هو عازف بيانو مجري، ولد في 22 فبراير 1985 في ميشكولتس في المجر.